# Atac a Saint-Nazaire
L'Atac de Saint-Nazaire (també anomenat Operació Carro) va ser un atac britànic des del mar contra els molt defensat port de Saint-Nazaire, a la França ocupada, la nit del 28 de març de 1942 durant la Segona Guerra Mundial. L'operació va ser portada a terme per la Royal Navy i unitats de Comandos de l'Exèrcit, a les ordres de les Operacions Combinades de Lluís Mountbatten.
El destructor obsolet HMS Campbeltown, comandat per Stephen Halden Beattie i acompanyat per 18 llanxes, travessà les portes del port de Sain-Nazaire i va explotar, finalitzant així l'ús del port. Els Comandos van desembarcar als molls destruint les diverses instal·lacions portuàries abans de marxar d'allà. Tots els comandos, llevat de 27, van resultar morts o van ser capturats. 22 van aconseguir tornar a Anglaterra en una torpedinera i 5 van arribar fins a la frontera espanyola.
La pèrdua de Saint-Nazaire com a dic sec significava pels alemanys que qualsevol gran vaixell de guerra que necessités ser reparat hauria de tornar fins als seus propis ports del Bàltic.
Es concediren cinc Creus Victòria entre els homes que participaren en l'atac, que ha estat anomenat El Major Raid de tots.

## Saint-Nazaire
L'objectiu principal era el dic sec Louis Joubert, el més gran del món en aquells moments, capaç d'allotjar els vaixells més grans de la Kriegsmarine, i l'únic dic sec d'aquelles dimensions a la costa Atlàntica. Els britànics, tractant de mantenir l'avantatge sobre els alemanys en poder naval, temien que el Tirpitz pogués ser transferit a Saint-Nazaire. El dic havia estat construït entre 1928 i 1938 per acomodar-hi allà al buc de línia SS Normandie, i de vegades era referit com el Port del Normandie. Tenia 350m de llarg i 50m d'ample, connectant a un costat a l'estany Penhoet i penetrant a l'estuari per l'altre.
A més del dic sec, el port incloïa una nova base de submarins, que estava sent construïda per l'Organització Todt, amb 14 grans dàrsenes per a submarins. Estava connectat al mar mitjançant dues entrades, una oberta cap a l'est prop del Port Normandie i l'altra dirigida cap al sud cap al nou avant-port.

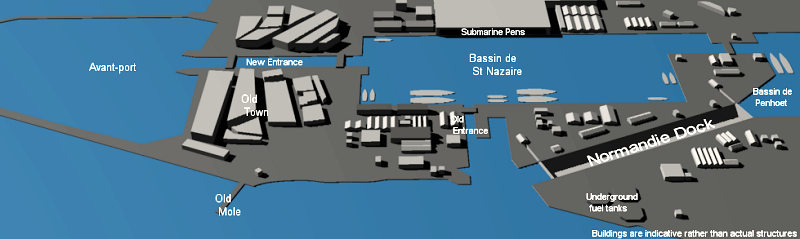
Mapa del port al 1942

Les defeses alemanyes a Saint Nazaire eren considerades com les segones més poderoses a la França occidental, després de les de Brest. Ambdues ribes de l'estuari estaven fortificades i custodiades pel 280è Batalló d'Artilleria Naval (comandat per Edo Dieckmann) i pel 22è Batalló Antiaeri Naval (comandat per C. C. Mecke). Els canons fortificats de la riba nord incloïen 4 obusos de 150mm, 4 canons de 170mm i 4 canons de 75mm a Chémoulin, al sud-oest de S. Nazaire, i 4 canons de 88mm i 10 canons de 20mm o de 40mm a Villès Marrin, més a prop de la ciutat. Més enllà de La Baule hi havia 4 canons de 105mm i 2 canons ferroviaris de 240mm. A través de l'estuari hi havia 4 canons de 75mm a Saint Gildas, 4 més a Le Pointeau i uns 10 de 20mm a Mindin. A la zona del port hi havia 30 canons simples de 20mm, dos canons dobles de 20mm, uns 15 canons de 40mm i un vaixell antiaeri, el Sperrbrecher 137, just a la sortida del nou port. A més, per la ciutat, també hi havia posicions antiaèries pesants. A Le Croisic i a Saint-Marc hi havia estacions de radar operatives, i totes les posicions alemanyes tenien focus de cerca. Per usar totes aquestes defenses hi havia un miler d'homes, a més de cinc mil soldats més a la ciutat. Excloent els submarins, la potència naval a la ciutat quedava limitada a 10 dragamines, 4 petits hafenschutzboote i 4 torpediners.

## El pla britànic

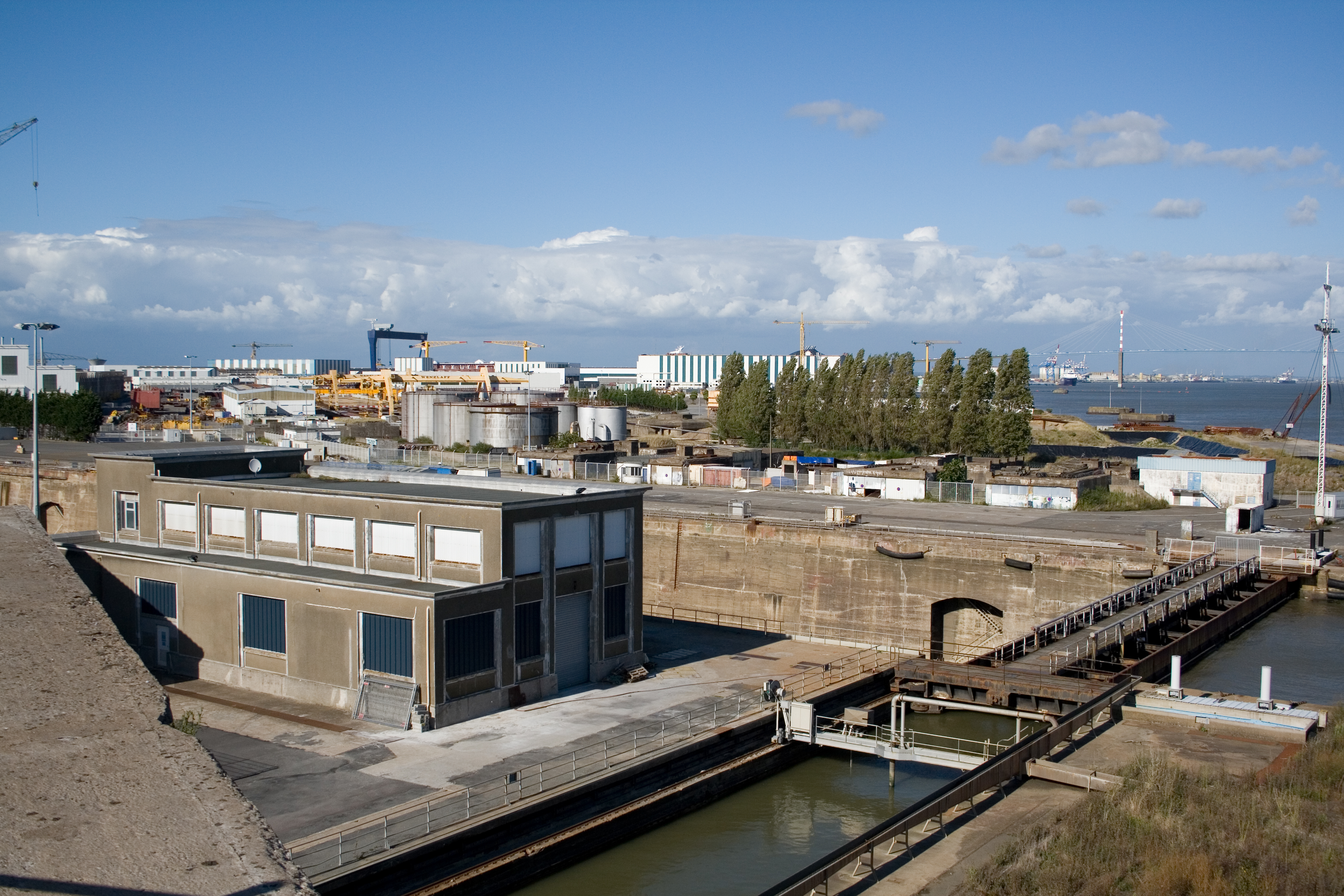
imatge moderna del port Normandie, l'objectiu principal de l'atac

L'esquema d'Operacions Combinades descansava en l'efecte sorpresa. Una flotilla de vaixells petits penetraria per l'estuari mentre que les defenses alemanyes eren distretes mitjançant un atac aeri. Un destructor carregat de tones d'explosius hauria d'enclastar-se contra el Port Normandie. Llavors, grups de Comandos desembarcarien del destructor i dels vaixells acompanyants per atacar i destruir 24 objectius diferents en la zona dels molls. Els atacants haurien de retirar-se per mar des de la punta de l'espigó. Hores després de l'atac, explotaria la càrrega del destructor.

### Les forces britàniques
En un inici, el pla havia d'usar un destructor com a vaixell explosiu i 8 llanxes. El pla final involucrà al destructor, a 16 llanxes, una canonera i una torpedinera.
El destructor era l'HMS Campbeltown, anterior USS Buchanan, destructor obsolet lliurat per la Marina dels Estats Units en virtut de l'Acord de Bases per Destructors. El Campbeltown va ser objecte d'algunes modificacions per tal que semblés un destructor alemany de classe Möwe, encara que els resultats finals deixaren prou a desitjar. Només es disposaven de 12 dies per fer-ho, per tant els canvis realitzats van ser menors. L'armament quedà només en un única canó QF 12 lliures (76mm) i 8 canons de 20mm Oerlikon. Els explosius se situaren a sota del canó, i consistien en 24 càrregues de profunditat Mark VII. Estaven tancades en tancs d'acer, perquè era obvi que els alemanys registrarien el vaixell si tocava les portes del dic. Cadascun dels tancs contenia 132 kg d'amatol, amb una càrrega explosiva total de 3,17 tones mètriques. El vaixell hauria de quedar incrustat, per evitar que pogués ser retirat abans d'explotar. El Campbeltown va ser comandat pel Tinent Comandant S. H. Beattie, i la seva tripulació va quedar reduïda a 75 homes.
Les llanxes eren Fairmile B, de 34m d'eslora. Portaven dos motors de 650 bhp (480 kW). Tenien un blindatge mínim i eren vulnerable al foc enemic. Estaven armades amb un Oerlikon de 20mm de defensa antiaèria, 4 metralladores Lewis de 7,62mm i càrregues de profunditat. Habitualment amb una tripulació de 12 homes, cadascuna d'elles portava a 15 homes, a més de dipòsits de combustible extres.
La canonera MGB 314 va ser adaptada perquè actués com un quarter general pel comandament naval. Era una llanxa Fairmile C, més petita que la 'B', però amb 6 motors de 850 hp (630Kw), capaces d'arribar fins a 30 nusos. Anava armada amb un canó QF de 2 lliures a proa, un altre a popa i dues metralladores Vickers de 12,7mm.
La torpedineta MTB 74, capitanejada pel Sotstinent Mickey Wynn havia estat modificada per portar torpedes d'acció retardada de 1.000 kg cadascuna. Els tubs anaven muntats de manera que es poguessin disparar contra les xarxes. La llanxa també anava equipada amb 5 metralladores Hotchkiss. Amb uns motors capaços de generar fins a 3.500 hp (2.600 kW), era capaç d'arribar als 45 nusos, però consumia molt combustible i va haver de ser remolcada la major part del viatge. Igual que la resta de les embarcacions, va ser pintada de "rosa Mountbatten", dissenyat per fer-los menys evidents als focus.
El grup va ser escortat la major part de la travessia per dos destructors classe Hunt, el HMS Atherstone i el Tynedale.
Es van usar 611 homes. El comandant naval era R. E. D. Ryder, i els Comandos eren comandats pel Tinent Coronel A. C. Newman. Els Comandos van ser dividits en 3 grups, dos en les llanxes motores i un al Campbeltown. A més, els grups de comandos estaven dividits en seccions de demolició i seccions de protecció. Les seccions de demolició portaven entre 30 i 40 kg d'equip de demolició, principalment explosius, cordtex, maces i destrals. Com que anaven molt carregats, l'únic armament que portaven eren pistoles, mentre que les seccions de protecció anaven armats amb metralladores Thompson, granades de mà i canons Bren, per poder-los defendre als encarregats dels explosius mentre que treballaven.
El bombardeig de suport vindria de 35 Armstrong Whitworth Whitleys i 25 Vickers Wellingtons, encara que finalment queda reduïda degudes les necessitats del Comandament de Bombarders de la RAF. Això va ser ordenat per Churchill, que només volia que es bombardegessin objectius clarament identificats per minimitzar les baixes civils franceses; i la nit de l'atac hi havia molts núvols que amagaven els objectius.

## L'atac

### El viatge a França
La flota britànica van salpar de Falmouth el 26 de març de 1942, amb l'objectiu d'estavellar al Campbeltown al dic sec el 28 a les 1:30. van navegar rumb sud-oest i després al sud, adoptant una formació en punta de fletxa com a pantalla anti-submarins. A part d'una breu topada amb un submarí el 27 (l'U-593 del Kapitänleutnant Gerd Kelbling), la formació aconseguí navegar sense ser detectada, dirigint-se cap a l'est el matí del 27 i finalment al nord-est a primera hora del vespre. Una motora patí una fallada mecànica i tornà sola cap a Anglaterra. A mesura que s'apropaven a St. Nazaire, els vaixells canviaren a una formació simple, dues línies de llanxes motores amb el Campbeltown al mig i les MGB encapçalant la formació. En lloc de dirigir-se cap al canal principal, els vaixells es dirigiren a través de les marismes a l'oest. En aquesta via, el Campbeltown avançà amb dificultats, però també evitaren algunes defenses pesants.

### L'atac al port
El bombardeig de diversió no va fer gaire més llevat d'alertar als alemanys de què alguna cosa succeïa. Malgrat això, els vaixells britànics aconseguiren apropar-se molt al port sense haver estat disparats, i no van ser fins a les 01:15 quan van ser detectats, encara que els focus no els van il·luminar fins a la 01:22, quan només es trobaven a 1,5 milles (2,8 km) del port. Els britànics van hissar la bandera de la Kriegsmarine com a bandera falsa, usant una clau morse alemanya, guanyant així gairebé 5 minuts per continuar avançant sense ser atacats. En dues ocasions, l'artilleria alemanya obrí foc, però va ser silenciada mitjançant missatges falsos. No va ser fins a la 01:28, a menys d'una milla per arribar al port, quan els canons alemanys van obrir foc. Ja detectats, el Campbeltown arrià la bandera de la Kriegsmarine i hissaren el pavelló blanc de la Royal Navy.
El Campbeltown va rebre la major part del foc, tenint un elevat nombre de baixes. Hi havia certa protecció del foc de metralladores al pont, però no suficient. Primer, el timoner va resultar mort, i quan el contramestre va ocupar el seu lloc, també va ser mort. El tercer home en prendre el timó va ser el Tinent Nigel Tibbets. Tibbts era un expert en demolicions, i era qui havia de connectar els detonadors abans que el foc caigués sota foc. A càrrec del Campbeltown, el Comandant Beattie no podia veure les entrades a través dels focus cegadors dels defensors, però seguí la guia del vaixell que tenia al davant, la llanxa motora (MGB) 314, del Tinent D. Curtis, on viatjaven els comandants de l'atac (Newman i Ryder). El foc artiller causà una explosió a la proa del Campeltown, matant a diversos comandos que estaven allà.
Quan el fum de l'explosió s'esvaí, Beattie pogué veure les entrades uns centenars de metres al davant, amb la MGB encara al seu davant. Llavors, aquesta virà a un costat i Beattie donà l'ordre de "Mantenir". Els alemanys havien previst un possible atac de torpedes, i havien desplegat xarxes antitorpedes amb aquesta finalitat. El Campbeltown, amb Tibbets al timó, passà pel damunt de les xarxes i s'estavellà a la planxa sud a les 01:34 a una velocitat de 20 nusos (37 km/h), aixecant-se per damunt l'estructura. Els 7 equips de comandos desembarcaren, dirigint-se cap als seus objectius, destruint gran part de l'equipament relatiu al Port Normandie i provocant danys a l'estructura nord. Mentre que aquests grups es retiraven i es dirigien cap a l'espigó van veure com la resta del grup tenia problemes.
Els 17 vaixells menors, tot i que havien rebut molts menys atacs, eren molt més vulnerables. En 4 minuts, 8 de les llanxes havien quedat destruïdes al canal. Uns pocs impactes sovint eren necessaris per incendiar el motor de les llanxes i la tripulació i els comandos havien de llançar-se a l'aigua, on molts van caure enmig del combustible incendiat. La majoria de les 8 llanxes destruïdes van tenir fins a un 80% de baixes; i fins i tot a les llanxes supervivents pocs no van ser ferits. A les fosques, i enlluernats pels focus, diverses llanxes van disparar contra l'entrada del port i van haver de recular enmig de foc per internar desembarcar als seus comandos. La MTB 74 supervivent, disparà els seus torpedes especials i es dirigí a mar obert, amb la meitat de la tripulació del Campbeltown.
Només alguns equips de comando de les llanxes van aconseguir desembarcar, però cap d'ells van poder arribar a la vella Mole, des d'on estava planejat que tornessin a embarcar per escapar, un cop acomplerta la seva missió. La llanxa motora 177, comandada pel tinent M. Rodier, va carregar a diversos supervivents del Campbeltown, i s'havia dirigit cap a l'entrada del riu, quan la balsa va ser abatuda pel foc de les bateries costaneres. El tinent Rodier va morir, igual que el tinent Tibbets. Les llanxes amb el motor intacte van rescatar als supervivents que van poder trobar de l'aigua, van crear una pantalla de fum per retirar-se, abandonant a un centenar de comandos al port. La MGB 314 va sobreviure i va ser el darrer vaixell en marxar, amb la coberta plena d'homes ferits rescatats de l'aigua. En aquesta nau, els dos Mariners William Alfred Savage i Frank Smith es van distingir operant amb un canó de 2 lliures, fins que Savage va resultar mort.

### Sortida cap al mar
Les naus que havien aconseguit sortir a mar obert enfilaven cap a un punt situat a 25 milles nàutiques (46 km) de St. Nazaire, on s'havien de trobar amb una escorta de destructors. A mesura que es desplaçaven per les parts més amples del canal anaven rebent foc dels canons pesants, sovint a gran distància. Una de les llanxes motores i la MTB 74 van ser destruïdes en la cursa del riu baix; ambdós vaixells portaven molts ferits i la majoria de la tripulació del Campbelltown, i les seves pèrdues van ser gairebé la meitat de les baixes navals. Una darrera llanxa motora, portant 28 homes, va ser atacada cap a les 05:30 pel destructor alemany Jaguar. Aquest no va fer ús del seu armament principal, sinó que entre ambdós vaixells hi hagué un intercanvi d'armes petites. Després de gairebé una hora de lluita i maniobra, amb 20 morts o greument ferits a bord, els britànics es rendiren. El sergent T. F. Durrant, que operava una metralladora Lewis durant el combat, continuà disparant tot i haver rebut 16 impactes i estar greument ferit. A causa de les hemorràgies va morir, rebent a títol pòstum la Creu Victòria amb la recomanació personal del Kapitänleutnant F. K. Paul, l'oficial alemany al comandament del Jaguar. Mai no s'havia atorgat abans la Creu Victòria per la recomanació d'un oficial enemic.
Quatre vaixells britànics van aconseguir arribar a la cita amb els destructors; quatre van ser abandonats pel seu estat, i els altres dos van ser-ho poc després, quan els destructors van ser atacats. Un cop van arribar als destructors, els ocupants de les 3 llanxes motores van ser informats que les seves naus haurien de ser enfonsades, però en comptes d'això decidiren que tornarien a Falmouth pels seus propis mitjans. Durant la travessia encara van abatre un Messerschmitt.

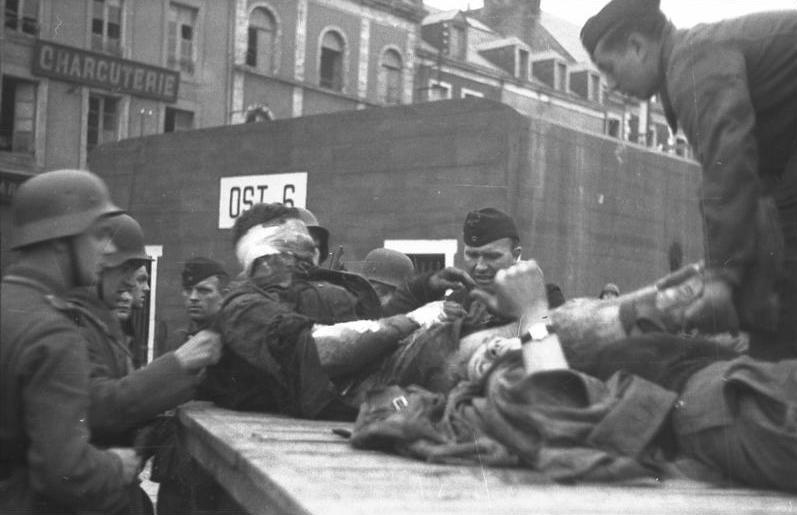
El soldat Tommy McCormack es ficat a un camió

Els comandos que van quedar enrere van ser fàcilment capturats. Els Stosstruppen de les companyies antiaèries i de treballs van començar a penetrar a la zona del port cap a les 02:. També, amb la retirada dels vaixells, els canons alemanys de 20 i 40mm començaren a disparar cap a la zona del moll. Els britànics es reagruparen entre els magatzems i, rebutjant rendir-se, van fugir cap a les 03:00 en el que esperaven seria una cursa a través del pont, introduir-se a la ciutat i d'allà a camp obert.
Abandonant als morts i ferits, els comandos van travessar els molls i van fer una càrrega a través del pont, introduint-se per la Place de la Vieille Ville, però amb prou feines una quarta part dels homes no va resultar ferit. L'estampida dels Comandos coincidí amb l'arribada de tropes d'infanteria regular i de vehicles blindats de la 679a brigada. Els britànics van veure's obligats a dirigir-se cap al sud i, sota un foc creixent, buscaren cobertura. Els alemanys van envoltar la ciutat, van establir controls de carretera, van aturar tot el tràfic i van procedir a efectuar una recerca casa per casa. Cap a les 10:00, gairebé tots els britànics ja havien resultat morts o capturats. Uns 200 van ser reunits a La Baule, i d'allà conduïts a diversos camps de presoners de guerra, la majoria al Stalag 133. 5 soldats britànics van evitar ser capturats i van aconseguir travessar la frontera espanyola, dirigir-se a Gibraltar i reincorporar-se a files. Dels assaltants britànics 169 van resultar morts, mentre que les baixes alemanyes durant la batalla van ser 42 morts i 127 ferits.
L'atac de St. Nazaire portà un gran nombre de distincions per valentia. Es van concedir 5 Creus Victòria: Sergent Thomas Frank Durrant (Enginyers Reials, unit al Comando n.1, que morí a causa de les seves ferides), Tinent Comandant Stephen Halden Beattie, Tinent Coronel Augustus Charles Newman (Regiment Essex, adjunt al Comando n.2), Comandant Robert Edward Dudley Ryder i Mariner William Alfred Savage (artiller d'un canó de 2 lliures, mort en acció). A més es concediren 4 Ordes del Servei Distingit, 17 Creus del Servei Distingit, 11 Creus Militars, 4 Medalles per la Valentia Demostrada, 5 Medalles de la Conducta Distingida, 24 Medalles del Servei Distingit, 15 Medalles Militars i 51 Mencions als Despatxos.

### Explosió i després de la batalla

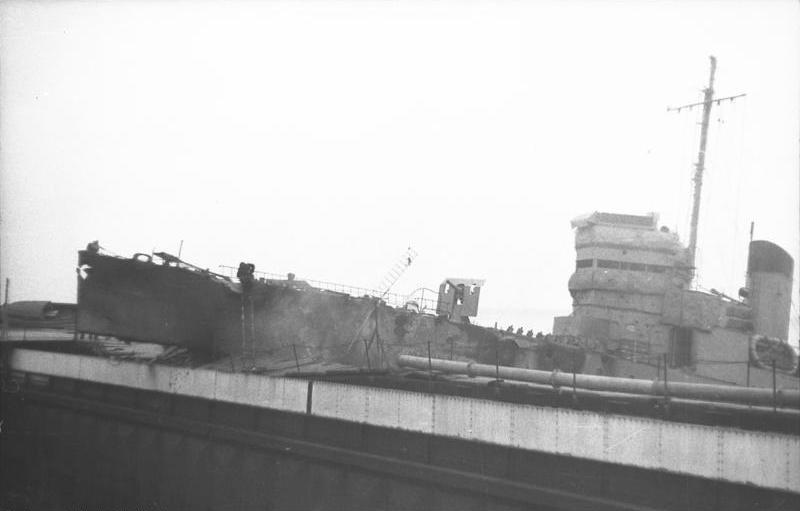
El HMS Campbeltown, incrustat al port

Les càrregues del Campbeltownhavien d'explotar a les 9:00 com a màxim. La inspecció alemanya del vaixell no va descobrir els explosius, però aquests no van explotar quan estava previst. Durant aquest retard, diversos oficials superiors alemanys van arribar per inspeccionar els danys i van ser fotografiats al moll. Anaven acompanyats per dos oficials dels Comandos, que havien estat fets presoners, però no van dir res als seus captors sobre els explosius. A les 10:35, el Campbeltown explota, destruint el moll on havia quedat incrustat i matant a uns 250 soldats i civils alemanys de la zona immediata.
Com estava previst, els torpedes disparats pel MTB 74 contra les portes no van detonar fins a dos dies després, el 30 de març. Aquestes explosions encara van fer augmentar el pànic de la guarnició alemanya, fent que els alemanys disparessin contra civils francesos o entre si mateixos. 16 civils francesos van morir a causa del foc creuat i 13 més van resultats ferits. Posteriorment, uns 1.500 civils van ser detinguts i internats al camp de Savenay.
Durant el conjunt de l'operació, van morir uns 400 alemanys.
Malgrat l'alta xifra de baixes patida pels assaltants britànics, el Raid de St. Nazaire va ser considerat com un èxit absolut: el port va quedar molt danyat i no es va poder tornar a fer servir fins al 1947.